# Erwin Richter
Erwin Richter (29 de julio de 1971) es un piloto de rallies mexicano.  Fue bicampeón dentro del Campeonato Mexicano de Rally al ganar las temporadas 2003 y 2004 consecutivamente. Se retiró del Campeonato al final de la temporada 2005, lo que representaría su retiro del automovilismo deportivo. Al año siguiente, comenzó a ocupar puestos ejecutivos y comerciales en diferentes compañías de motociclismo y automovilismo. Desde septiembre de 2009 es director comercial de Ducati México. En 2013 regresó de su retiro para competir en el Campeonato Mexicano de Rally nuevamente.

## Trayectoria en el rally
Richter inició su carrera automovilística en 1989, compitiendo en el Rally de la Media Noche, el cual ganó quince años más tarde por primera y única vez. La primera victoria la obtuvo en 2005, al ganar el Rally Sierra Brava.
Antes de obtener su primer campeonato nacional en 2003, Richter tenía la reputación de ser un piloto destructor de autos, ya que en su afán por obtener el triunfo sufría volcaduras o accidentes o descomposturas que le impedían terminar las pruebas.
Durante la temporada 2004 fue sancionado con una prueba sin competir por faltas a las autoridades de la Comisión Nacional. Richter y su equipo decidieron aplicar el castigo para el Rally Sierra Brava, el cual corrió el entonces campeón de la categoría N4 del campeonato finlandés Jarkko Miettinen en su lugar, alcanzando el segundo lugar de la prueba, detrás de Ricardo Triviño, con una carrera entre ambos que fue considerada como muy emocionante.
Richter participó en dos ocasiones en el Campeonato Mundial de Rally. Ambas fueron durante el Rally México en 2004 y 2005. En la primera tuvo que abandonar la prueba por un accidente. En la segunda ocasión concluyó en el lugar 16 general.
En 2005, después de decidir no continuar en el Campeonato y con ello abandonar la posibilidad de obtener el tricampeonato nacional, se especuló con la posibilidad de su participación en el Campeonato Mundial, así como en competencias de motociclismo o incluso en el Desafío Corona.
En mayo de 2013, Richter regresó a la competición activa dentro del Campeonato Mexicano de Rally (CMR) como parte del equipo Mitsubishi BGR, dirigido por el piloto Benito Guerra Jr.. Su navegante es Rafael Telleache, con quien ganó sus títulos nacionales en México. Su primera participación en el CMR con el equipo fue en el Rally Cañadas 2013, donde obtuvo el cuarto lugar general.

## Trayectoria en competencias de pista
En 2007 participó en las 24 horas de México, donde alcanzó el tercer lugar absoluto como parte del equipo AZ MotorSport.
En 2011 se anunció su participación como piloto en el Campeonato Mexicano de Turismo de Resistencia a bordo de un Mini John Cooper Challenge, en la que representó la primera participacíon en una competición oficial de ese modelo de automóvil en ese país; sin embargo, en los resultados oficiales finales del campeonato no figuró el nombre de Richter.

## Otros
Durante la temporada 1998 fue parte de la Mesa Directiva de la CNRM como vocal.
En 2006 y 2007 fue parte de la escuela de manejo Pirelli Driving School, tanto como Director de la misma así como instructor junto a pilotos como Benito Guerra Jr., Homero Richards y Rubén Rovelo. Fue piloto instructor también para Mitsubishi, BMW AG y Porsche.